# Chūshingura: Hana no Maki, Yuki no Maki
Chūshingura Hana-no-maki Yuki-no-maki là bộ phim lấy cảm hứng từ sự kiện Akō năm Genroku trong lịch sử Nhật Bản, khi các gia thần của chúa Asano Takumi-no-kami Naganori tập kích vào dinh thự Kira Kōzuke-no-suke Yoshinaka vào rạng sáng ngày 15 tháng 12 năm Genroku thứ 15 (1703). Sau đệ nhị Thế chiến, nước Nhật bại trận và chịu sự chiếm đóng, quản lý của lực lượng GHQ và các thể loại văn hóa phẩm thuộc dòng Jidaigeki đều bị cấm tiệt. Đề tài Chūshingura, vốn là chuyện báo thù, được xem là thứ nguy hại đối với nền dân chủ Tây phương đang hình thành lúc đó và hoàn toàn bị cấm đoán, một phần lớn là do người Mỹ lo sợ Chūshingura có thể kích động lại tinh thần ái quốc cực đoan của người Nhật bấy giờ.
Hana-no-maki Yuki-no-maki là bộ phim Chūshingura đầu tiên được phép giữ đúng tên Chūshingura sau khi giải trừ chế độ chiếm đóng của GHQ. Bộ phim này từng được chiếu trên đài truyền hình Việt Nam vào thập niên 90 của thế kỷ trước và thu được nhiều cảm tình của khán giả. Chūshingura luôn là đề tài hấp dẫn đối với điện ảnh Nhật Bản. Vì quy mô nhân vật lớn nên số lượng Diễn viên có tên tuổi quy tụ trong những bộ phim này cũng rất đông. Đối với các nam tài tử Nhật Bản, tất cả đều cho rằng nếu một lần được diễn vai Ōishi Kura-no-suke trong Chūshingura thì đó là vinh dự và là dấu son trong cuộc đời diễn xuất của họ.

## Nội dung
Chūshingura Hana-no-maki Yuki-no-maki bám sát câu chuyện về 47 lãng sĩ thành Akō sau sự kiện năm Genroku nọ, ngoài ra còn triển khai thêm những mẫu chuyện ngoài lề dựa vào lưu truyền trong dân gian, như võ sĩ xứ Satsuma là Murakami Kenki mắng nhiếc Kura-no-suke vì không lo báo thù cho chủ mà chỉ biết vùi đầu vào tửu sắc, câu chuyện về Tawaraboshi Gemba ,.... 
Bộ phim đã xây dựng khá tốt hình tượng Ōishi Kura-no-suke, một kẻ anh hùng trong số các anh hùng. Hành động của kẻ anh hùng thật sự thì người đời không thể biết trước. Cổ kim, kẻ anh hùng đều khiến người ta khâm phục và sợ hãi ở một khía cạnh nào đó, thì lại chỉ trích phê phán ở những khía cạnh khác. Chuyện Yêu Ly giết cả vợ con chỉ để tìm cách giết công tử Khánh Kỵ đặng báo thù cho chủ, chuyện Dự Nhượng hủy hoại thân thể mình để tìm cách báo thù cho chủ, chuyện Nhiếp Chính hành thích bạo chúa xong tự rạch nát mặt mình để không ai nhận ra, khỏi liên lụy tới chị gái ở nhà. Và Ōishi Kura-no-suke cũng là một kẻ như thế. Hành động của kẻ anh hùng luôn khó tin, khó nghĩ, khó làm.

## Giải thích tên gọi
Chūshingura là tên gọi chung để chỉ sự kiện 47 lãng sĩ Akō báo thù cho chủ vào niên hiệu Genroku giữa thời Edo. Hana no maki (hoa quyển) Yuki no maki (tuyết quyển) là ý đồ của nhà sản xuất phim, và cũng là tên hai phần trong bộ phim. Phần đầu của bộ phim xảy ra vào đầu năm Genroku thứ 14, khi Asano Naganori hành thích Kira Yoshinaka giữa mùa hoa anh đào nở rộ (hoa quyển). Phần thứ hai của bộ phim chủ yếu tập trung miêu tả 47 lãng sĩ dưới sự chỉ đạo của Ōishi Yoshio tấn công vào dinh Kira vào cuối năm Genroku thứ 15 trong tiết trời lạnh giá (tuyết quyển).

## Biên tập
- Đạo diễn: Inagaki Hiroshi
- Chế tác: Fujimoto Sanezumi, Tanaka Tomoyuki, Inagaki Hiroshi
- Kịch bản: Yasumi Toshio
- Quay phim: Yamada Kazuo
- Âm nhạc: Ifukibe Akira

## Diễn viên
- Matsumoto Kōshirō vai Ōishi Kura-no-suke
- Kayama Yūzō vai Asano Takumi-no-kami
- Mihashi Tatsuya vai Horibe Yasubei
- Takarada Akira vai Takada Gumbei
- Natsuki Yōsuke vai Okano Kin-emon
- Satō Makoto vai Fuwa Kazu-emon
- Ichikawa En-ō vai Ōishi Matsu-no-jō
- Nakamura Kichi-emon vai Sugano Sampei
- Ichikawa Some Gorō vai Yatō Kanenori
- Katō Daisuke vai Terazaka Kichi-emon
- Ichikawa Chūsha vai Kira Kōzuke-no-suke
- Kawazu Sei-zaburō vai Yoshida Chūzaemon
- Shimura Takashi vai Chisaka Hyōbu
- Mifune Toshirō vai Tawaraboshi Gemba
- Hara Setsuko vai Riku
- Kubo Akira vai Date Muneharu
- Ehara Tatsuyoshi vai Asano Daigaku
- Tachikawa Hiroshi vai Uesugi Tsunanori
- Ko-izumi Hiroshi vai Ōtaka Tadao
- Morihige Hisaya vai chủ quán trọ
- Furankii Sakai vai thợ mộc Heigorō
- Ikeuchi Junko vai hầu nữ quán trà
- Nakajima Sonomi vai hầu nữ quán rượu
- Hoshi Yuriko vai em gái thợ mộc Heigorō

## Đề tài liên quan
- Chūshingura
- sự kiện Akō năm Genroku
- Ōishi Yoshio
- Asano Naganori